# Barracão (Rio Grande do Sul)
Pour les articles homonymes, voir Barracão.
Barracão est une ville brésilienne du nord-ouest de l'État du Rio Grande do Sul. Elle est séparée de l'État de Santa Catarina par le rio Uruguai.